# Пам'ятник Михайлові Грушевському (Долина)
Пам'ятник Михайлові Грушевському в місті Долина Долинського району Івано-Франківської області — перший в незалежній Україні пам'ятник українському історику, політику і громадському діячу Михайлові Сергійовичу Грушевському. Розташований у центральній частині міста на проспект Незалежності.

## Відкриття
У 1990 році на місці пам'ятника В. Леніну — вперше на території України ще за часів існування Радянського Союзу було відкрито цей пам'ятник українському історику, політику і громадському діячу Михайлові Сергійовичу Грушевському.

## Реконструкція
Згідно з рішенням Долинської міськради від 16 лютого 2016 році в рамках підготовки до відзначення 150-річчя від дня народження М. С. Грушевського було проведено масштабну реконструкцію пам'ятника та прилеглої до нього території. Зона відпочинку кардинально змінилась: влаштовано пішохідний фонтан, замість напівзруйнованих бокових клумб облаштовано острівці декоративних зелених насаджень. Оновилася також і пішохідна алея позаду пам'ятника.